# Kleiner Armmolch
Der Kleine Armmolch (Siren intermedia) ist eine im Wasser lebende Schwanzlurchart, die im Osten der Vereinigten Staaten und im Norden Mexikos heimisch ist. Der Artzusatz intermedia nimmt Bezug auf ihre mittlere Größe zwischen dem Großen Armmolch (Siren lacertina) und den Zwergarmmolchen der Gattung Pseudobranchus.

## Beschreibung
Kleine Armmolche haben einen länglichen Körper. Beckengürtel und Hinterbeine fehlen, die Vorderbeine hinter der Kopfbasis haben vier Zehen. Zu den äußeren Kiemen mit drei gefransten Kiemenstielen gehören drei Kiemenspalten. Sie erreichen eine Länge von 17 bis 69 cm. Im Gegensatz zum Großen Armmolch haben Kleine Armmolche weniger als 35 Rippenfurchen (29 bis 33). Die Art ist in Farbe und Musterung äußerst variabel, viele Phänotypen überschneiden sich mit denen von Siren lacertina und Siren nettingi.
Bei Salamandern werden Weibchen in der Regel größer als Männchen. Bei Siren intermedia ist das Gegenteil der Fall. Männchen sind das größere Geschlecht und haben auch deutlich größere Köpfe und kräftigere Kaumuskeln als Weibchen.
Kleine Armmolche zeigen eine besonders ausgeprägte Form der Neotenie und besitzen während ihres gesamten Lebens äußere Kiemen.

## Taxonomie
Die offiziell anerkannte Erstbeschreibung der Art erfolgte 1826 durch Daniel Henry Barnes. Vor allem in der älteren Literatur wird jedoch auch häufig fälschlicherweise LeConte, 1827 als Autor angegeben.

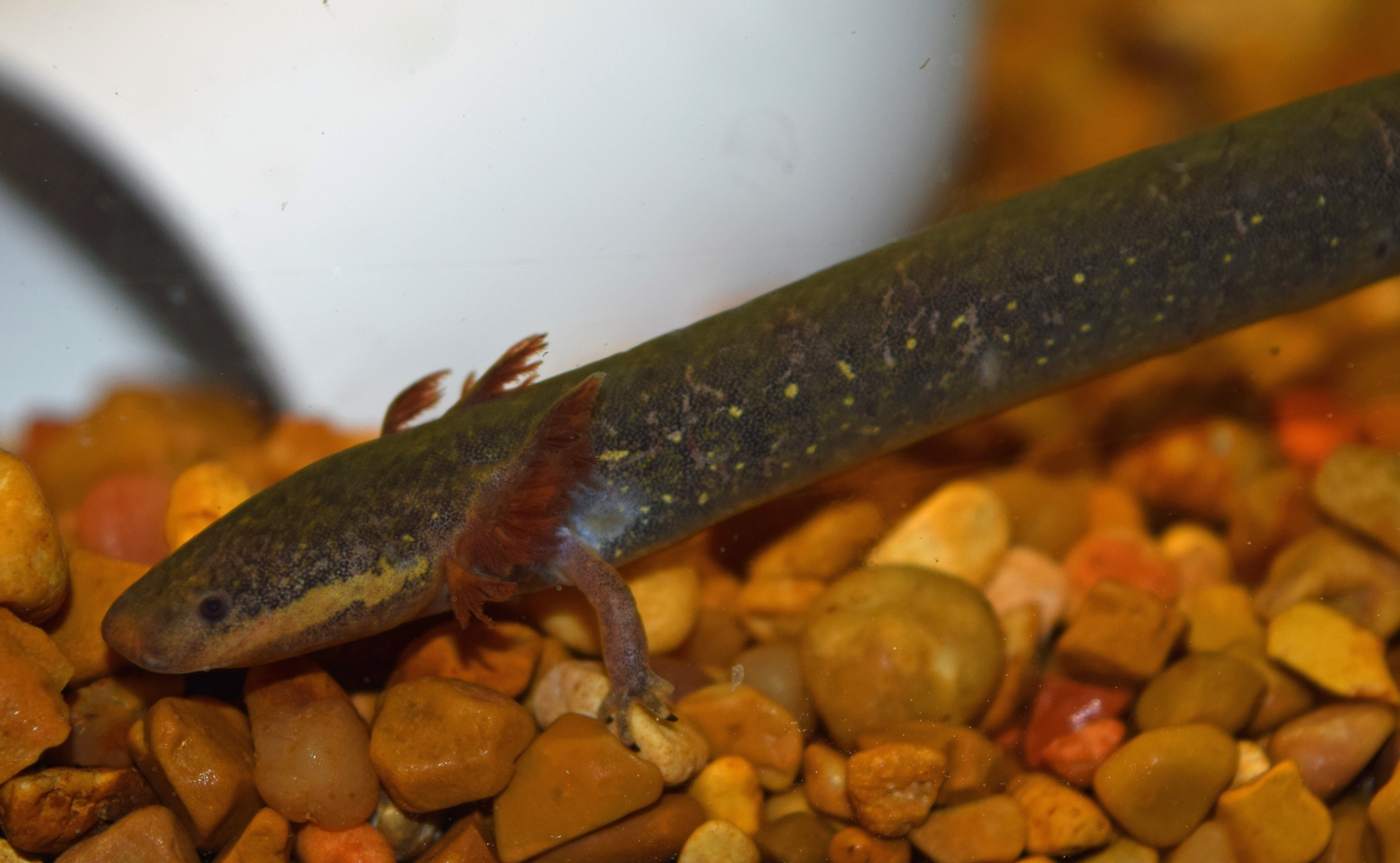
Nicht mehr gültige Unterart Siren intermedia nettingi, der Westliche Kleine Armmolch

Ursprünglich wurden drei Unterarten von Siren intermedia beschrieben. Siren intermedia nettingi erhielt 2023 von Fedler et al. Artstatus. Die Untersuchungen von Fedler et al. legen nahe, dass Siren nettingi und „texana“ entweder eng verwandte Schwestertaxa oder Ökomorphe derselben Art sind, die an ihre jeweiligen Lebensräume in unterschiedlichen Regionen angepasst sind. Weitere Untersuchungen zu diesem Thema sind erforderlich, Fedler et al. rechnen Siren intermedia texana der neuen Art Siren nettingi zu. Darüber hinaus wird Siren intermedia texana von Highton et al. (2017) nicht mehr anerkannt, sie akzeptieren die Zuordnung von Flores-Villela und Brandon (1992), wonach die Große Sirene aus Südtexas und Mexiko Siren lacertina ist. Allerdings gaben Flores-Villela und Brandon aus früheren Veröffentlichungen irrtümlich die Gesamtlänge als Kopf-Rumpf-Länge an.

## Verbreitung und Lebensraum
Der Kleine Armmolch kommt in den Vereinigten Staaten vor, vom zentralen Alabama bis zum südöstlichen Virginia. Die Tiere leben meist in Teichen und Sümpfen oder in der Nähe anderer intermittierender Gewässer. Sie können in trockengefallenen Teichen durch Sommerruhe bis zu zwei Jahre überleben. Armmolche bilden während der Ästivation einen Schleimkokon, der ihnen hilft die Osmoregulation aufrechtzuerhalten und die Gefahr von Dehydrierung und Elektrolytstress erheblich reduziert.
Ihre kleinen Beine ermöglichen es ihnen, sich für kurze Zeit an Land fortzubewegen. Armmolche verlassen das Wasser nur sehr selten und verbreiten sich kaum durch Migration über Land. Ihre geografische Verbreitung wird daher weitgehend von der Teichanbindung und biotischen Interaktionen bestimmt.
Kleine Armmolche sind die größten Raubtiere in permanenten Feuchtgebieten. In neuen Teichen, wie sie beispielsweise von Bibern angelegt werden, können sie sich schnell ansiedeln und zu dominanten Verbrauchern werden. Ihre Fähigkeit zur Ästivation und zum Eingraben in weichen Sedimenten und das Leben in dichter Wasservegetation in flachen Gewässern erleichtert ihre Dominanz. Darüber hinaus ermöglichen die hohe Produktivität, die hohe Fruchtbarkeit und das schnelle Wachstum der Art bis zur frühen Geschlechtsreife, dass sie schnell und einfach eine hohe Dichte erreicht und so eine Dominanz im Lebensraum etabliert.

## Bedrohung
Die IUCN stuft die Art auf Grund des großen Verbreitungsgebietes und der Toleranz gegenüber einem gewissen Grad von Lebensraumveränderungen als „nicht gefährdet“ („least concern“) ein.
Der Bestand wird als stabil angesehen. Obwohl Lebensraum lokal verloren geht, besteht für diese Art keine größere Bedrohung, da sie in veränderten Lebensräumen überleben kann. Die Störung und Veränderung des ursprünglichen Lebensraums als Folge industrieller Aktivitäten und Urbanisierung stellt eine Bedrohung für lokale Subpopulationen dar, lokale Subpopulationen wurden durch den Verlust von Feuchtgebieten bereits reduziert oder ausgerottet. Der auch als Salamanderfresser oder Salamanderpest bezeichnete Töpfchenpilz Batrachochytrium salamandrivorans (Bsal) wurde in Amerika noch nicht bestätigt, weitere Arbeiten sind erforderlich, um die potenzielle Bedrohung durch Bsal für diese Art zu verstehen.

## Physiologie

### Atmung
Alle Arten der Familie der Sirenidae sind pädomorphe, aalförmige Salamander, die in Gewässern leben. Sie atmen durch ihre Kiemen, ihre Lunge und ihre Haut und überleben gut in hypoxischen Umgebungen mit niedrigem Sauerstoffgehalt. Siren intermedia ist unter Amphibien einzigartig in ihrer Fähigkeit, einen schleimigen Kokon aufzubauen, der die Dehydrierung während der Ästivation verlangsamt, und der Kleine Armmolch kann lange Zeiträume des Nahrungsentzugs ohne negative Auswirkungen überstehen. Während der Ästivation verlangsamt sich die Atmung erheblich und die Kiemen verkümmern in den nächsten 16 oder mehr Wochen.

### Laute
Im Gegensatz zu den meisten Salamandern ist der Kleine Armmolch zu Lautäußerungen befähigt. Es ist bekannt, dass er eine Reihe von Klickgeräuschen von sich gibt, wenn er sich Artgenossen nähert, oder ein kurzes kreischendes Geräusch von sich gibt, wenn er angefasst wird. Das akustische Verhalten erfüllt bei Siren intermedia einen funktionalen Zweck, insbesondere da die Art nachtaktiv ist und sich in Sedimenten eingräbt oder durch dicht bewachsene Gewässer schwimmt und kriecht. Allerdings sind die visuellen und olfaktorischen Sinne in diesem Lebensraum sehr eingeschränkt, so dass die Gefahr von Raubtieren und anderen Risiken in diesem Fall hoch ist. Dennoch ist akustisches Verhalten beim Kleinen Armmolch immer noch selten und wird bei ungestörtem Lebensraum noch seltener, möglicherweise aufgrund ihrer Vertrautheit mit der Umgebung.
Kleine Armmolche erzeugen und reagieren auf Unterwassergeräusche, die eine besondere kommunikative Bedeutung haben könnten. Ruhende Tiere sind normalerweise stumm, können aber eine Reihe pulsierender Geräusche oder „Klicks“ von sich geben. Die Neigung Klicklaute abzugeben ist in Gruppen größer als bei Einzelexemplaren, was darauf hindeutet, dass sie einer intraspezifischen Kommunikation dienen. Dieses akustische Verhalten tritt am häufigsten auf, wenn andere Armmolche vorhanden sind. Sie werden von gleichzeitig klickenden Individuen mit unterschiedlichen Pulsfrequenzen ausgesendet und sind mit Kopfbewegungen verbunden. Die Kopfbewegungen könnten der visuellen Verstärkung einer akustischen Revierverteidigung dienen oder für die Tonerzeugung erforderlich sein. Siren intermedia kann Klickgeräusche erzeugen, indem er die Hornhaut des Kiefers schnell zusammenbewegt, und Kopfrucke können mit einer solchen Bewegung einhergehen, wenn sie besonders heftig ist. Dieses Mittel zur Tonerzeugung ähnelt dem Klicken der oberen und unteren Zähne des Menschen bei geöffnetem Mund.
Ein weiteres häufig erzeugtes Geräusch („Yelp“) wird mit Not- oder Alarmzuständen in Verbindung gebracht. Wenn sich Kleine Armmolche in ihrem Lebensraum gegenseitig anstoßen oder beißen, können die gebissenen oder verletzten Individuen schnell wegschwimmen und dabei Schreie mit einer Frequenz von 880 Hz ausstoßen. Dieses „Aufschreien“ könnte kommunikative Bedeutung haben, wenn es weitere Angriffe verhindert oder als Warnung eines verletzten Individuums an andere Artgenossen dient.

### Osmoregulation
Tiere, die in Süßwasserlebensräumen leben, verfügen über hochaffine Natriumaufnahmesysteme. Je besser ein Tier daher an Süßwasser angepasst ist, desto geringer ist der Natriumverlust und die Natriumaufnahme. Armmolche haben eine hohe Natriumaffinität (etwa 0,2 peq/g pro Tag) und sind daher in der Lage, den schädlichen Auswirkungen natriumarmer Umgebungen zu widerstehen.

### Hormone
Aus der Bauchspeicheldrüse Kleiner Armmolche wurde Insulin isoliert, dessen Aminosäuresequenz zum Insulin anderer Amphibienordnungen größtenteils homolog ist. Es gibt jedoch einige Substitutionsunterschiede, die darauf hindeuten, dass sich Armmolche schon früh von anderen Salamandern abspalteten.

## Nahrung
Kleine Armmolche sind Filtrierer. Sie durchsuchen Teichböden und Wasservegetation nach Beutetieren. Sie haben stark keratinisierte Schnäbel und Zahnreihen am Pflugscharbein, die erhebliche Wunden verursachen können. Die Nahrung des Kleinen Armmolchs umfasst mindestens 10 verschiedene Taxa, zu denen hauptsächlich wirbellose Wassertiere gehören, darunter Kaulquappen und Schnecken. Sie fressen auch mehrere Insektenarten und deren Larven, Krebse, Weichtiere, Amphibien, Armmolcheier und Algen, obwohl das Pflanzenmaterial ein zufälliges Ergebnis ihrer Nahrungsaufnahme durch Saugschnappen sein kann.

## Verhalten

### Jährliche saisonale Verhaltensänderungen
Während der Sommermonate kommt es in den Teichen und anderen Lebensräumen des Kleinen Armmolchs zu Dürreperioden, die zu niedrigen Wasserständen und möglicherweise zur Austrocknung der Teiche führen. Die Strategie des Kleinen Armmolchs, dieser Trockenzeiten standzuhalten, wird als Ästivation oder Sommerruhe bezeichnet, die je nach Schwere der Dürre bis zu 35 Wochen dauern kann. Während des sechzehnwöchigen Zeitraums von Juli bis Oktober erhöhen die aquatisch lebenden Kleinen Armmolche die osmotische Konzentration ihrer Körperflüssigkeiten und verlangsamen ihre Körperfunktionen.
Sie tun dies, indem sie sich in röhrenförmigen Kanälen, die etwa der Länge und Breite ihres Körpers entsprechen, in den Boden des austrocknenden Teichs eingraben. Für den weiteren Ästivationsprozess scheiden sie dann einen schleimigen Kokon aus. Daraufhin kommt es zu einem deutlichen Rückgang des Sauerstoffverbrauchs und der Herzfrequenz. Die Kiemen verkümmern langsam und der Körper schrumpft, wodurch das Fett mit einem Fünftel der normalen Geschwindigkeit verstoffwechselt wird. Wie erwartet speichern große Individuen mehr Fett und verbrauchen weniger Sauerstoff pro Gewichtseinheit als kleine und können daher viel längere Ästivationsperioden überstehen. Einige Individuen, insbesondere die kleineren Armmolche, sterben während der Ästivation oder leiden an Dehydrierung, da sie nicht in der Lage sind ausreichend Fett zu speichern und der höhere Stoffwechselbedarf ihre Überlebenschancen verringert.
Wenn die Dürresaison zu Ende geht, werden Kleine Armmolche innerhalb eines Tages aktiv und nehmen in den nächsten 8–11 Wochen langsam wieder an Gewicht zu.

## Paarung

### Partnerwahl
Von November bis Januar besetzen die Männchen einen Unterschlupf als Nistplatz, der meist von Vegetation umgeben ist oder zwischen Pflanzenwurzeln liegt. Sie statten ihn aktiv mit Moos aus der Umgebung aus, pflücken Pflanzenmaterial und schleppen es zurück zum Nistplatz. Anschließend verteidigen sie ihr Revier durch Beißen aggressiv gegen andere.

### Werben
Obwohl wenig über ihre Balz bekannt ist, geht man davon aus, dass sie ziemlich gewalttätig ist, da viele gesammelte Exemplare Narben von verheilten Bissspuren anderer Kleiner Armmolche aufweisen. Etwa 12–300 Eier werden gleichzeitig gelegt, und im Laufe des Jahres können mehrere Gelege gelegt werden. Jungtiere sind nur etwa 1,1 cm lang, wachsen aber schnell. Die Geschlechtsreife wird typischerweise in etwa drei bis vier Jahren erreicht. Zur Werbung gehören mehrere sich wiederholende Verhaltensmuster. Sobald sich das Weibchen dem Nistplatz nähert, beginnen Männchen und Weibchen, sich innerhalb des Bereichs zu bewegen und sich umeinander zu winden. Das Männchen verfolgt die Kloake des Weibchens genau und reibt manchmal seinen Kopf an der Flanke und der Kloakenregion des Weibchens. Sowohl das Männchen als auch das Weibchen signalisieren durch schlängelnde Bewegungen der Schwanzspitze.

## Aufzucht

### Eiablage
Während der Eiablage dreht sich das Weibchen auf den Rücken, positioniert die Kloake nahe der Oberseite der Nesthöhle und verharrt einige Sekunden lang. Dann positioniert das Männchen seine Kloake in der Nähe der Eiablagestelle. Die Eier werden direkt in das Moos gewickelt, das das Männchen im Nest vorbereitet hat. Die Verflechtung der Eier mit dem Pflanzenmaterial im Nest sorgt dafür, dass die Eier als kompakte Masse am Nest haften und erleichtert die Befruchtung von außen.

### Brutpflege
Bei Siren intermedia wird die elterliche Fürsorge von den Männchen übernommen. Väterliche Fürsorge, wie sie beim Kleinen Armmolch beobachtet wird, ist bei Salamandern sehr selten. Nachdem das Weibchen die Eiablage abgeschlossen hat und das Nest verlässt, bleibt das Männchen in unmittelbarer Nähe der Eier und übernimmt die Verantwortung für die elterliche Fürsorge. Die Gesamtzahl der Eier kann etwa 120–130 betragen, mit einem Durchmesser von etwa 3 mm. Das Männchen bewegt die Eimasse ständig, umkreist sie und belüftet die Eier durch kräftige Schwanzschläge. Das Schwanzschlagen in Richtung der Eier kann die Spermienverbreitung fördern. Darüber hinaus reinigt das Männchen das Nest kontinuierlich von Sand und anderen Materialien, um die hygienischen Bedingungen zu verbessern und möglicherweise Infektionen durch Krankheitserreger und Pilze vorzubeugen. Es ist auch wahrscheinlich, dass Männchen abgestorbene oder infizierte Eier entfernen, um eine weitere Infektion der lebensfähigen Eier zu verhindern.
Die Entwicklung der Larven dauert etwa 35 Tage. Die väterliche Fürsorge endet damit jedoch nicht, sie wird auch nach dem Schlüpfen der Larven fortgesetzt und das Männchen verteidigt die Larven bis zu einer Woche nach dem Schlüpfen weiterhin aggressiv.

## Mutualismus
Siren intermedia hat viele wichtige Auswirkungen auf die Struktur der Biozönose, da es eines der wichtigsten Raubtiere in temporären Teichen ist und dort die Schlüsselrolle des Grünlichen Wassermolchs (Notophthalmus viridescens) als Raubtier ergänzt. Siren intermedia reduziert die Gesamtdichte der Froschlurch-Larven und ermöglicht es den Grünlichen Wassermolchen dadurch, über ein breites Spektrum an Beutedichten hinweg als entscheidende Raubtiere zu agieren.

## Feinde
Ausgewachsene Maulwurf-Querzahnmolche (Ambystoma talpoideum) und Kleine Armmolche (Siren intermedia) sind die beiden größten Raubtiere in temporären Teichen im Südosten der USA. Siren intermedia konkurriert mit Ambystoma talpoideum nicht nur um Nahrung, sondern und ist auch ein direkter Fressfeind („intraguild predation“, IGP), der dessen Wachstum begrenzt und seinen Nachwuchs kontrolliert.